# 新界區專線小巴310M線
新界區專線小巴310M線是香港一條由友文投資營辦的一條專線小巴線，由海濱花園往來青衣站。

本線名義上是循環線，但乘客須在永順街海濱花園總站下車重新輪候。

## 歷史
- 2000年4月4日：運輸署公開刊憲招標的包括本路線在內的8條專線小巴路線。[3]
- 2000年8月14日：本線投入服務，以替代海濱花園至青衣城的免費巴士服務。[4]

## 客量
由於海濱花園部分乘客改乘港鐵西鐵綫來往市區，所以本線的客量一般，但每天早上從海濱花園往青衣上學的學生在本線佔有一定比例。

## 行車路線
| 海濱花園開 | 海濱花園開       | 海濱花園開     | 青衣站開 | 青衣站開       | 青衣站開       |
| 序號       | 車站名稱         | 位置           | 序號     | 車站名稱       | 位置           |
| ---------- | ---------------- | -------------- | -------- | -------------- | -------------- |
| 1          | 海濱花園小巴總站 | 永順街         | 1        | 青衣站小巴總站 | 青衣站小巴總站 |
| 2          | 海灣花園         | 永順街         | 2        | 長安邨安湄樓   | 青敬路         |
| 3          | 龍德街           | 德士古道       | 3        | 龍德街         | 德士古道       |
| 4          | 青宏苑           | 青敬路         | 4        | 海灣花園       | 永順街         |
| 5          | 青衣站小巴總站   | 青衣站小巴總站 | 5        | 海濱花園海珠閣 | 怡康街         |
|            |                  |                | 6        | 海濱花園海銀閣 | 怡康街         |
| 7          | 海濱花園水上花園 |                |          |                | 怡康街         |
| 8          | 珠海書院         | 怡樂街         |          |                |                |
| 9          | 海濱花園海逸閣   | 怡樂街         |          |                |                |
| 10         | 海濱花園小巴總站 | 永順街         |          |                |                |

## 服務時間、班次及收費
此路線小巴之服務時間分別為每日上午6時半至下午11時20分（海濱花園開）及每日上午6時40分至下午11時20分（青衣站開），兩個方向之發車時間皆為約8至15分鐘一班；此路線之全程收費為$4.4，並無任何分段收費。